# 68 Aquilae
Désignations
68 Aquilae (en abrégé 68 Aql) est une étoile double de la constellation de l'Aigle. 68 Aquilae est sa désignation de Flamsteed. Sa magnitude apparente est de 6,12, ce qui la rend tout juste visible à l'œil nu lors d'une nuit sombre. Elle est distante de la Terre à ∼ 600 a.l. (∼ 184 pc).
Sa composante primaire, désignée 68 Aquilae A, est une étoile bleu-blanc de la séquence principale de type spectral B9 V. Elle est 3,16 fois plus massive que le Soleil, environ 160 fois plus lumineuse que lui, et sa température de surface est de 10 641 K. Elle tourne sur elle-même à une vitesse de rotation projetée de 138 km/s.